# 我們停戰吧！
《我們停戰吧！》是2015上映的一部香港電影，由陸天華執導，林熹瞳編劇，林文龍、林熹瞳、譚耀文及湯怡主演，為黃玉郎和電影發展基金投資的電影，台前幕後大多為港視電視劇《夜班》的班底。本片在海外多個影展獲得27項大獎。

## 故事簡介
「希臘神話有一個傳說，人類原本是男女同體，兩個頭，四隻手，四隻腳…然而天神宙斯妒忌人類太幸福，於是用雷電劈開男和女，命運女神把本來一對對的男女分散各地，令他們忘記對方。但是人類的心靈仍然保留了另一半的感覺，於是人類就憑著這絲感覺在人世間尋找另一半…」葉香香 (林熹瞳 飾)的女兒葉家家(湯怡 飾)希望從明信中學裡的華麗而又神秘之圖書館內，尋找親生母親生前的足跡；就在一次反對大集團拆遷此極具歷史文物價值的圖書館大樓的抗爭活動中，家家竟遇上了古華生(林文龍 飾)的愛徒陳家強(譚耀文 飾)；一連串淒美殘酷的真相均偶發在這圖書館大樓內。家家揭發了自己的養母(張文慈 飾)竟是害死母親愛人古華生的主要幫兇！愛恨交纏，一觸即發。

## 角色介紹
- 古華生：林文龍
- 葉香香：林熹瞳
- 陳家強：譚耀文（應昌佑飾青年時代）
- 葉家家：湯怡
- 包彩兒：張文慈（黃美棋飾青年時代）

## 獎項殊榮
- 2015年
  - 美國紐約電影節：最佳男主角（譚耀文）
  - 聖地牙哥獨立電影獎（冬季）：傑出男主角（林文龍）、傑出女主角（林熹瞳）、傑出男配角（譚耀文）、傑出電影、傑出美術指導、傑出戲劇效果、傑出導演（陸天華）、傑出攝影[4]
  - 美國景深國際電影節競賽（春季）：優秀電影攝影、獨特創意、優秀導演（陸天華）、優秀編劇（林熹瞳）、優秀電影美術、感動觀眾演繹（Best of Show）、卓越男主角（林文龍）、卓越女主角（林熹瞳）、傑出男主角（譚耀文）[5]
  - 美國景深國際電影節競賽：劇情片劇本寫作冠軍大獎（林熹瞳）、最傑出電影長片男主角（林文龍）
  - 美國環球優秀電影比賽：最佳電影
  - 北荷李活電影節：最佳國際電影 [6]
  - 第二屆印度諾伊達國際電影節：最佳電影、最佳女主角獎（林熹瞳）
  - 荷蘭阿姆斯特丹國際電影節：傑出攝影梵高獎 [7]

## 外部連結
- 我們停戰吧！的Facebook專頁
- 雅虎香港電影上《我們停戰吧！》的資料（繁體中文）
- 開眼電影網上《我們停戰吧！》的資料（繁體中文）
- 香港影庫上《我們停戰吧！》的資料（繁體中文）
- 时光网上《我們停戰吧！》的資料（简体中文）
- 豆瓣电影上《我們停戰吧！》的資料 （简体中文）
- AllMovie上《我們停戰吧！》的资料（英文）
- 互联网电影数据库（IMDb）上《我們停戰吧！》的资料（英文）